# 로버트 트리버스
로버트 러들로 "밥" 트리버스(영어: Robert Ludlow "Bob" Trivers, 1943년 2월 19일 ~ )는 미국의 진화생물학자 겸 사회생물학자다.
워싱턴 D.C. 출신인 트리버스는 하버드 대학교에서 생물학 박사 학위를 취득하면서 진화론을 연구했고 호혜적 이타성(1971년), 부모 투자(1972년), 선택적인 성비 결정(1973년), 부모-부부 간의 갈등(1974년) 이론을 제안했다. 그는 또한 자기 기만을 적응적 진화 전략으로 설명하고, 유전자 간의 분쟁을 논하는 데 기여했다.
1973년부터 1978년까지 하버드 대학교 교수로, 1978년부터 1994년까지 캘리포니아 대학교 샌타크루즈 교수로 근무했고 나중에 럿거스 대학교 교수로 근무했다. 트리버스는 오늘날 현존하는 가장 영향력 있는 진화 이론가 가운데 한 사람이다. 스티븐 핑커는 트리버스를 "서양 사상사상 위대한 사상가들 중 한 명으로 생각한다"고 말했다. 2007년에는 생물학 분야에서 "사회의 진화, 갈등, 협력에 대한 근본적인 분석"에 관한 공로를 인정받아 크라포르드상을 수상했다.